# Орловский, Юзеф
Юзеф Орловский (16 апреля 1742 — 28 декабря 1807, Коньсковоля) — польский военачальник, генерал-майор (1789), генерал-лейтенант (1794).

## Биография
Представитель польского шляхетского рода Орловских герба «Любич». Друг Тадеуша Костюшко, с которым учился в Варшавской рыцарской школе с 1766 года. В 1769 году друзья получили королевскую стипендию и отправились во Францию, где учились в парижской военной академии.
В 1774 году Юзеф Орловский вернулся в Польшу, в 1789 году вместе с Юзефом Понятовским и Тадеушем Костюшко получил чин генерал-майора в реформированной польской армии. Сторонник новой конституции 3 мая 1791 года.
Во время русско-польской войны (1792) генерал-майор Юзеф Орловский был комендантом в польской крепости Каменец-Подольский. Во время военных действий каменецкий гарнизон был блокирован в крепости русскими войсками Вильгельма Дерфельдена и вынужден был капитулировать.
В 1794 году генерал Юзеф Орловский принял участие в польском восстании под предводительством Тадеуша Костюшко, который назначил своего друга генерал-лейтенантом. В июне после отставки Станислава Мокроновского он был назначен комендантом Варшавы и командующим вооруженных сил Мазовецкого княжества, став ответственным за организацию и оборону столицы. Участвовал в принятии решений по проведению военных операций в окрестностях польской столицы. После пленения Тадеуша Костюшко Юзеф Орловский стал членом военной рады под руководством Томаша Вавжецкого. 8 ноября 1794 года передал варшавский гарнизон под начальством короля Станислава Понятовского, чтобы облегчить переговоры с А. Суворовым о капитуляции польской столицы.
После капитуляции Варшавы и подавления восстания Юзеф Орловский участвовал в комиссии по ликвидиации кадетского корпуса. Вскоре после этого он поселился в Пулавах, где находился при вдоре князя Адама Ежи Чарторыйского.
В 1807 году Юзеф Орловский скончался в Коньсковоле и был похоронен около костёла.